# ادغام کهکشان‌ها

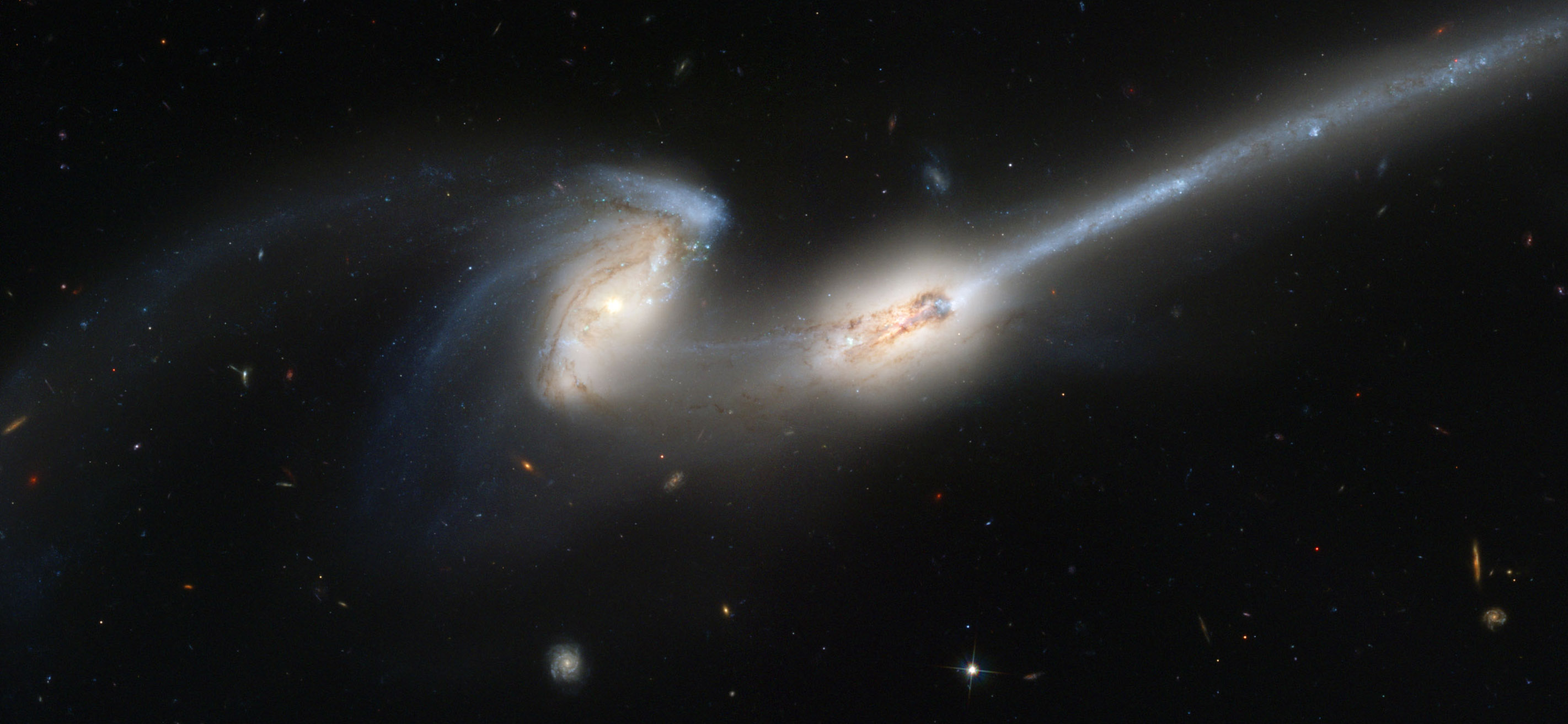
The Mice Galaxies (NGC 4676 A&B) are in the process of merging.

ادغام کهکشان‌ها ممکن است زمانی رخ دهد که دو (یا چند) کهکشان با هم برخورد کنند. آنها خشن‌ترین نوع تعامل کهکشانی هستند. فعل و انفعالات گرانشی بین کهکشان‌ها و اصطکاک بین گاز و غبار تأثیرات عمده‌ای بر کهکشان‌های درگیر دارد. اثرات دقیق چنین ادغام‌هایی به پارامترهای گوناگونی مانند زاویه برخورد، سرعت و اندازه/ترکیب نسبی بستگی دارد و در حال حاضر یک حوزه تحقیقاتی بسیار فعال است. ادغام کهکشان‌ها مهم است زیرا نرخ ادغام یک اندازه‌گیری اساسی برای تکامل کهکشان‌ها است. نرخ ادغام همچنین سرنخ‌هایی را در مورد چگونگی بزرگ شدن کهکشان‌ها در طول زمان در اختیار اخترشناسان قرار می‌دهد.

## شرح
در طول ادغام، ستارگان و ماده تاریک در هر کهکشان تحت تأثیر کهکشان دیگر به هم نزدیک می‌شوند. در مراحل پایانی ادغام، پتانسیل گرانشی (یعنی شکل کهکشان) چنان سریع شروع به تغییر می‌کند که مدار ستاره‌ها به شدت تغییر می‌کند و هر جسم تحت تأثیر مدار قبلی خود را از دست می‌دهد. این فرایند «آرامش خشونت‌آمیز» نامیده می‌شود. به عنوان مثال، هنگامی که دو کهکشان قرصی با هم برخورد می‌کنند، با ستاره‌های خود در یک چرخش منظم در صفحات دو قرص جداگانه شروع می‌شوند. در طول ادغام، آن حرکت منظم به انرژی تصادفی تبدیل می‌شود ("حرارت"). کهکشان حاصل تحت سلطه ستارگانی است که در شبکه‌ای پیچیده و تصادفی از مدارها به دور کهکشان می‌چرخند، چیزی که در کهکشان‌های بیضی شکل مشاهده می‌شود.